# Саша Бой
Саша Бой (фр. Sacha Boey, нар. 13 вересня 2000, Монтрей, Франція) — французький футболіст камерунського походження, фланговий захисник мюнхенської «Баварії».

## Ігрова кар'єра

### Клубна
Саша Бой народився у передмісті Парижа у родині переселенців з Камеруну. Починав займатися футболом у молодіжній команді столичного клубу «Ред Стар». Пізніше перебрався до «Ренна», де у травні 2019 року дебютував на професійному рівні. Але не маючи можливості пробитися в основу клубу, влітку 2020 року був відправлений в оренду у клуб «Діжон».
По закінченню сезоеу футболіст повернувся до своєї команди але одразу перейшов до турецького «Галатасарая», з яким підписав контракт до 2025 року. І в серпні вже дебютував у турецькій Суперлізі.

### Збірна
Саша Бой провів кілька матчів у складі юнацьких збірних Франції.

## Титули і досягнення
- Чемпіон Туреччини (1):

«Галатасарай»: 2022-23
- Чемпіон Німеччини (1):

«Баварія»: 2024-25
- Володар Суперкубка Німеччини (1):

«Баварія»: 2025